# 202-й батальон шуцманшафта
202-й батальон шуцманшафта (нем. Schutzmannschafts Batallion 202 / Schutzmannschafts Batallion nr. 202) — польский батальон вспомогательной полиции, действовавший в годы Второй мировой войны на территории Польши и на части территории Западной Украины и Белоруссии.

## История

### Формирование
В 1943 году на Волыни, после того как украинская полиция перешла на сторону УПА, немцы заменили её поляками. В 1943—1944 годах в польских батальонах «синей полиции» на Волыни насчитывалось около 1500—2000 поляков.
Решение о создании 202-го батальона было принято в марте 1942 года. Он был сформирован в Кракове, главным образом из молодых людей в возрасте от 18 до 24 лет, которые были наказаны за различные уголовные преступления или с тех, кто не желал ехать на принудительный труд в Германии. 202-й батальон насчитывал 360 человек, которые были разделены на три роты.

### В Беларуси
В середине января 1943 батальон был направлен в Беларусь, в город Борисов. Здесь он вёл борьбу с советскими подпольщиками и партизанами. 30 марта 1943 батальон был подчинён зондеркоманде Дирлевангера. В ходе боевых действий батальон потерял около 40 человек убитыми, тяжело ранеными и пропавшими без вести.

### На Украине
3 мая 1943 года был передислоцирован на Волынь. Действовал в основном на территории Ровенского и Костопольского районов. Батальон активно принимал участие в карательных операциях против мирного украинского населения и акциях против УПА.
Принимал участие в пацификациях сёл Ремель, Злазне, Подлужное, Яполоть и частично Головин.
К ноябрю 1943 года дезертировало более половины бойцов батальона. Они присоединились к польской самообороне на Волыни, с целью помогать защищаться от атак УПА на польские населённые пункты. Его остатки были выведены из Волыни во Львов в конце января 1944 года.
4 февраля 1944 202-й польский батальон шуцманшафта передислоцировали в Штутгарт.

### В Германии
8 мая 1944 батальон был расформирован по приказу рейхсфюрера СС Генриха Гиммлера. Однако, хотя все бывшие солдаты и офицеры этого батальона были признаны «неблагонадёжными», было решено и дальше использовать польских полицейских. Они были подвергнуты переаттестации и после ее положительного результата и желания продолжить службу были отправлены в Ченстохову. Остальная часть батальона (более 150 человек) прибыла в дистрикт Радом в середине июня 1944 года. Они были разделены на боевые (оперативные) группы и закреплены за опорными пунктами жандармерии.
Послевоенные суды Польской народной республики над бойцами 202 шуцманшафт-батальона использовали как обстоятельства, смягчающие сроки заключения, тот факт, что эти поляки были обмануты немцами, принудительно вступили на службу, будучи в рядах полицаев, вели себя «прилично» и, наконец, большинство из них дезертировали из подчинённого немцам формирования. В этой ситуации приговоры, по тогдашним меркам, не были слишком суровыми — составляли всего от 2 до 3 лет лишения свободы.
В 1998 году один из бывших полицаев этого батальона дал интервью польским историкам Гжегожу Мотыке и Мареку Вербицкому, где рассказывал о участии в борьбе против УПА. Например, 18 июля 1943, находясь в составе конвоя, близ села Яполоть попал в засаду. Конвой был расстрелян. Из тридцати человек выжили только шестеро, в том числе и он сам.